# (10160) Totoro
(10160) Totoro es un asteroide que forma parte del cinturón de asteroides y fue descubierto por Takao Kobayashi el 31 de diciembre de 1994 desde el Observatorio de Ōizumi, Japón.

## Designación y nombre
Totoro recibió inicialmente la designación de 1994 YQ1.
Más tarde, en 2002, se nombró por Totoro, un personaje de la película de animación Mi vecino Totoro.

## Características orbitales
Totoro está situado a una distancia media del Sol de 2,4 ua, pudiendo alejarse hasta 2,719 ua y acercarse hasta 2,08 ua. Su inclinación orbital es 6,872 grados y la excentricidad 0,1331. Emplea 1358 días en completar una órbita alrededor del Sol. El movimiento de Totoro sobre el fondo estelar es de 0,2651 grados por día.

## Características físicas
La magnitud absoluta de Totoro es 13,9.